# Slobodan Rubežić
Slobodan Rubežić (serbisch-kyrillisch Слободан Рубежић; * 21. März 2000 in Belgrad) ist ein montenegrinischer Fußballnationalspieler, der beim FC Aberdeen in der Scottish Premiership unter Vertrag steht.

## Karriere
Slobodan Rubežić begann seine Karriere als Jugendspieler des FK Vojvodina in Novi Sad, etwa 70 km nordwestlich seiner Geburtsstadt Belgrad gelegen. Als 17-Jähriger wechselte er zum FK Čukarički in den gleichnamigen Belgrader Stadtteil. Bis Jahr 2021 stand er fünfmal im Kader der ersten Mannschaft ohne einen Einsatz in der SuperLiga zu absolvieren. Stattdessen wurde Rubežić in der Saison 2019/20 an den Zweitligisten FK Novi Pazar verliehen. In 27 Partien der Prva Liga erzielte er ein Tor gegen den FK Radnički Pirot. Novi Pazar stieg am Ende der Spielzeit in die 1. Liga auf. Nachdem sein Vertrag bei Čukarica 2021 ausgelaufen war, wechselte er zum bulgarischen Erstligisten Arda Kardschali. Nach nur fünf Einsätzen wechselte er im Januar 2022 zu seiner vorherigen Leihstation FK Novi Pazar zurück. Dort wurde Rubežić direkt Stammspieler in der Innenverteidigung.
Im Juli 2023 wechselte Rubežić zum FC Aberdeen in die Scottish Premiership und unterzeichnete einen Dreijahresvertrag mit einer Option um eine Verlängerung um ein weiteres Jahr.
Am 12. Oktober 2023 debütierte er für die montenegrinische Nationalmannschaft im Freundschaftsspiel gegen den Libanon, welches Montenegro mit 3:2 gewann. 